# Kanasta
Kanasta – popularna wieloosobowa gra karciana.

## Historia
Najdawniejszą formą kanasty była gra pod nazwą „kometa”, znana już w XVIII wieku w Hiszpanii jako „ronda”, a także nowsza jej wersja, „manila”. Nazwa gry pochodzi z języka hiszpańskiego, w którym słowo „canasta” oznacza koszyczek na zakupy, co nawiązuje do gromadzenia w grze odpowiednich układów kart. Kanasta zrodziła się w Urugwaju, szybko rozwinęła w Argentynie i w 1949 roku dotarła do USA. W latach 50. stała się popularna na całym świecie.

## Zasady gry
Każdy z graczy otrzymuje po 15 kart; pozostałe karty umieszczane są na stole i tworzą stos zakryty. Pierwsza z kart tego stosu jest odsłaniana i rozpoczyna stos odkryty.
Zadaniem graczy jest wykładanie swoich kart na stół w postaci tzw. ogonów, za które po zakończeniu rozdania otrzymują punkty. Ogon to 3 lub więcej kart tej samej wartości (np. 3 asy, 6 dam itp.). Dwójki oraz jokery to tzw. podpórki, które można wykorzystywać w ogonach za dowolną inną kartę (np. dwa walety i dwójka). Ogon musi jednak zawierać co najmniej dwie tzw. naturalne karty, nie więcej podpórek niż 3, ani też nie więcej podpórek niż kart naturalnych.
Ogon zawierający 7 lub więcej kart to tzw. kanasta, za którą po zakończeniu rozdania otrzymuje się dodatkową premię. Kanasta niezawierająca podpórek (tzw. naturalna, czerwona) jest warta więcej niż kanasta z podpórkami (tzw. nienaturalna, czarna). Jest też kanasta z jokerów i dwójek (dowolna kombinacja jokerów i dwójek), warta 700 punktów.
Poczynając od przeciwnika gracza rozdającego karty, uczestnicy gry wykonują na zmianę ruchy, z których każdy polega na pobraniu kart z jednego ze stosów, ewentualnym wyłożeniu nowych ogonów i/lub dołożeniu kart do już wyłożonych, a następnie odłożeniu jednej z kart na stos odkryty.
Pobranie kart może nastąpić na dwa sposoby. Gracz ma do wyboru: pobranie jednej karty ze stosu zakrytego lub pobranie całego stosu odkrytego z jednoczesnym wykorzystaniem jego wierzchniej karty bądź do jednego z własnych już istniejących ogonów, bądź do utworzenia nowego z co najmniej dwoma kartami z ręki.
Pobieranie stosu odkrytego może być jednak niedozwolone, jeśli na jego wierzchu leży podpórka lub czarna trójka (karty mogą występować w dwóch kolorach: czerwonym i czarnym), lub ograniczone – wtedy do jego wykonania konieczne jest posiadanie co najmniej dwóch naturalnych kart o takiej wartości jak wierzchnia karta stosu odkrytego.
Pobieranie jest ograniczone w jednym z trzech przypadków: 1. gracz nie ma jeszcze na stole żadnego ogona; 2. w stosie odkrytym znajduje się podpórka (podpórki są układane na stosie w poprzek, aby po odłożeniu kolejnych było je widać); 3. na stosie znajduje się czerwona trójka (ten przypadek może wystąpić tylko po rozdaniu kart, gdyż czerwone trójki nie mogą być odkładane na stos odkryty – patrz niżej).
Jeśli gracz nie ma jeszcze żadnego ogona, to suma wartości punktowych kart składających się na pierwszy ogon (lub ogony, gdyż za jednym razem można ich wykładać kilka) musi przekraczać pewne ustalone minimum, które zależy od liczby punktów uzyskanych w poprzednich rozdaniach w sposób następujący:
| Minimum        | Obecna suma punktów |
| -------------- | ------------------- |
| 15 punktów     | mniej niż 0         |
| 50 punktów     | 0-1495              |
| 90 punktów     | 1500-2995           |
| 120 punktów    | 3000-4995           |
| kanasta z ręki | co najmniej 5000    |

Wartości punktowe poszczególnych kart są następujące:
| Wysokość          | Punktacja |
| ----------------- | --------- |
| Joker             | 50        |
| A, 2              | 20        |
| K, Q, J, 10, 9, 8 | 10        |
| 7, 6, 5, 4        | 5         |
| Czarna 3          | 5         |

Udział trójek w grze jest dosyć nietypowy i różny w zależności od ich koloru. Jeśli gracz dobierze czerwoną trójkę ze stosu zakrytego, to automatycznie odkłada ją na bok (obok swoich meldunków) i dobiera kartę zastępczą, a jeśli pobierze czerwoną trójkę ze stosu odkrytego, to jedynie odkłada na bok, bez dobierania karty zastępczej (taka trójka może się znaleźć na stosie odkrytym tylko w przypadku, kiedy zostanie wylosowana jako pierwsza karta tego stosu). Po zakończeniu rozdania za czerwone trójki otrzymuje się premie (patrz niżej). Czarne trójki mogą być meldowane tylko jako ostatni meldunek i bez dzikich kart, przez co jeśli stanowią wierzchnią kartę stosu odkrytego, to niemożliwe jest jego pobranie (gdyż wierzchnia karta musi być od razu wyłożona do nowego lub istniejącego meldunku), chyba że do ostatniego meldunku.
Koniec rozdania następuje w sytuacji, kiedy któryś z graczy pozbędzie się wszystkich swoich kart z ręki lub gdy nastąpi próba dobrania karty ze stosu zakrytego, gdy został on wyczerpany.

### Punktacja
Po zakończeniu rozdania gracze otrzymują dodatnie punkty za karty wyłożone do meldunków (w postaci sumy wartości punktowych poszczególnych kart), oraz ujemne za karty pozostałe w ręku. Otrzymują też dodatkowe punkty za następujące premie:
| Premia                                          | Punkty       |
| ----------------------------------------------- | ------------ |
| Wyłożenie wszystkich kart za jednym razem       | 200          |
| Wyłożenie wszystkich kart (nie za jednym razem) | 100          |
| Naturalna kanasta                               | 500 za każdą |
| Mieszana kanasta                                | 300 za każdą |
| Czerwona trójka                                 | 100 za każdą |
| Posiadanie czterech czerwonych trójek           | 400          |

Punkty za posiadanie czerwonych trójek są dodawane tylko wtedy, gdy dany gracz ma co najmniej jeden ogon, w przeciwnym razie te punkty są odejmowane.

### Zakończenie
Koniec gry następuje w momencie uzyskania przez któregoś z graczy co najmniej 5000 pkt; grę wygrywa wtedy ten gracz, który ma ich więcej, a jeśli mają jednakową liczbę, to następuje remis.

### Odmiany
Istnieje odmiana gry, w której ze stosu zakrytego pobiera się jedną kartę, nie dwie, i taka, że do wyłożenia wszystkich kart wymagane jest posiadanie tylko jednej kanasty, nie dwóch.
Możliwe jest też granie parami. Gracze siedzący naprzeciwko siebie stanowią wtedy jedną parę i posiadają wspólne meldunki (mogą dokładać karty do meldunków wyłożonych przez siebie lub partnera). W tej odmianie rozdaje się też po 12 kart, nie 15, i zwykle gra z wymogiem posiadania tylko jednej kanasty do zakończenia i pobieraniem jednej karty ze stosu zakrytego.
Istnieje też taka odmiana gry parami, w której po pobraniu karty można zapytać partnera, czy się wykładać; odpowiedź jest wiążąca, tzn. pytający podejmuje wtedy taką decyzję, jaką zasugerował partner. Gracze przed rozpoczęciem gry powinni sami ustalić, czy dopuszczają takie zapytania.